# Grafikmuseum Stiftung Schreiner

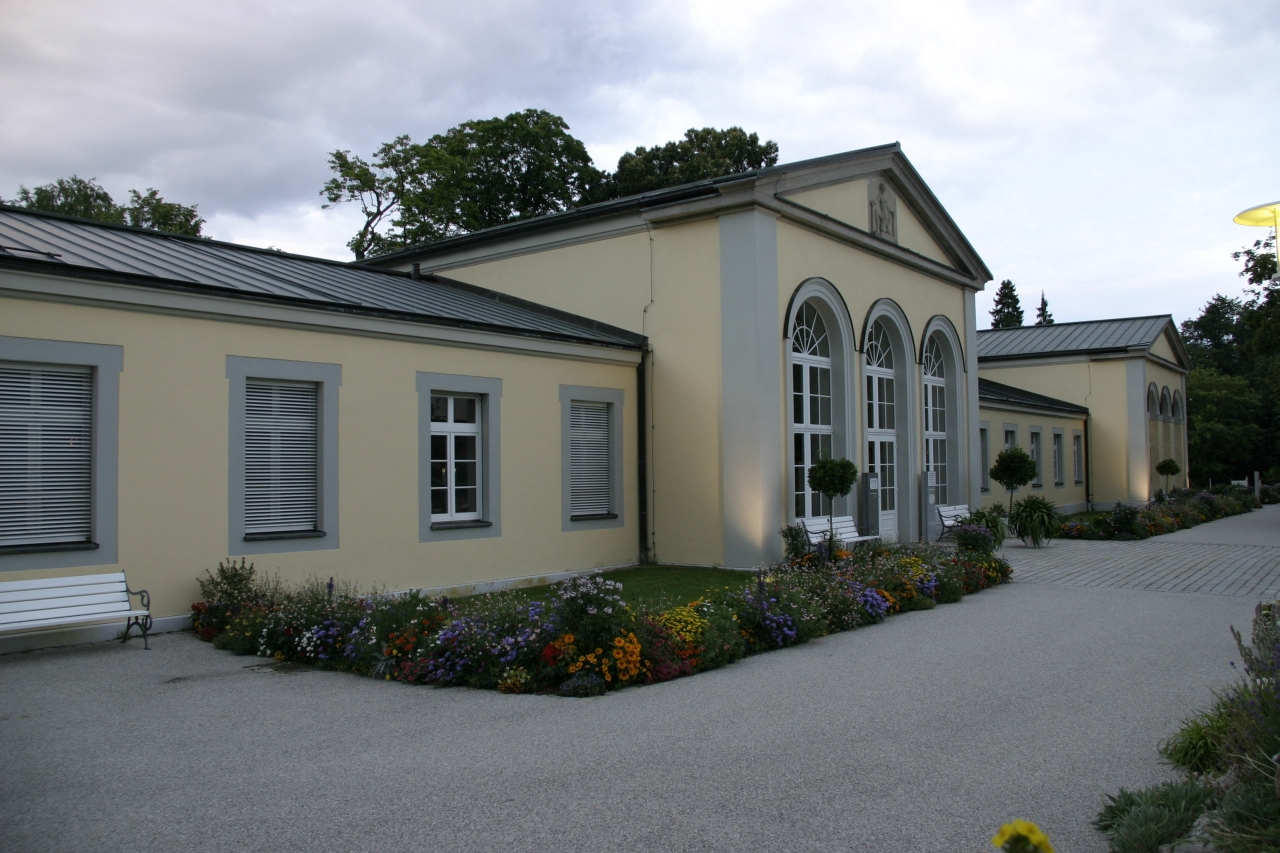
Klenzebau: im Foyer befindet sich ein weiterer Ausstellungsraum

Das Grafikmuseum Stiftung Schreiner ist ein Museum für Kunst und Grafik in Bad Steben. Es ist im 1911 erbauten Kurhaus am Kurpark sowie im Foyer des Klenzebaus an der Therme untergebracht.

## Geschichte
Das Grafik Museum Stiftung Schreiner wurde im Juni 1994 von Wolfgang Schreiner († 2015), Generalbevollmächtigter und Osteuropa-Direktor der Leonhard Monheim AG, sowie Stefanie Barbara Schreiner, ebenfalls Kunstsammlerin, gegründet und am 20. September 1994 eröffnet. Unterstützung fanden beide durch Peter Ludwig, Kunst-Mäzen und Vorsitzender des gleichen Konzerns.
Wolfgang Schreiner brachte dabei seine umfangreiche Sammlung an Druckgrafik mit Schwerpunkten auf die Kunst in der DDR und Osteuropas, besonders Bulgarien, in die Stiftung ein. Stefanie Schreiner hatte ein ähnliches Sammelgebiet. Beide zeigten bereits ab 1980 Kunst aus dem Westen in der DDR und Kunst aus der DDR und des Ostens im Westen Deutschlands.
Inzwischen erfolgte eine Namensänderung des Museums in Grafikmuseum Stiftung Schreiner.

## Ausstellungen
Durch die eingebrachten Sammlungen liegt einer der Schwerpunkte auf der osteuropäischen Druckgrafik. Die Gliederung nach den heutigen politischen Gegebenheiten zeigt, wie unterschiedlich die Kunstauffassungen auch bereits in früheren Jahren in der Sowjetunion waren. Auch Bulgarien hat eine dort gezeigte eigenständige Kunst entwickelt. Weiteres Schwerpunktthema sind die Kunstschaffenden aus der DDR.
Das Museum zeigt in Wechselausstellungen internationale Kunst und Werke regional bedeutender Künstler. So waren unter anderen Eva Siao (China, Fotografie), Atsuko Kato (Japan, Grafik), Pablo Picasso (Spanien: Das grafische Werk aus der Sammlung Ludwig), Horst Janssen, (Deutschland, Grafik) und Rudolf Hausner (Österreich, Grafik und Malerei) vertreten.
Der Begriff regional ist weit gefasst und umfasst Thüringen, Sachsen, Franken und Böhmen. Es bestehen gute Verbindungen zur Saale-Galerie in Saalfeld.
- Juli bis Oktober 2012: Figur und Raum, Malerei, Grafik, Zeichnung, Fotografie, Computergrafik, Skulptur und Plastik von Liz Bayerlein (Nürnberg), Regina Frieß (Hof), Konstanze Trommer (Erfurt), Frieder H. Wolfram (Hof) und Peter Zaumseil (Elsterberg).

## Förderverein
Zur Unterstützung der Museumsarbeit wurde am 21. Oktober 1999 ein Verein zur Förderung des Grafik Museum Stiftung Schreiner Bad Steben gegründet, dessen erster Vorsitzender Wolfgang Schreiner war. Am 23. März 2011 wurde Stefanie Barbara Schreiner als Vorsitzende gewählt.